# Cantonul Carros
Cantonul Carros este un canton din arondismentul Grasse, departamentul Alpes-Maritimes, regiunea Provence-Alpes-Côte d'Azur, Franța.

## Comune
- Le Broc
- Carros (reședință)
- Gattières